# مقاطعة سانيا
مقاطعة سانيا إحدى المقاطعات العشرين في ناحية تشيكلايو من إقليم لمبايكه في شمال بيرو. وتقوم عليها حكومة لامبايكه الإقليمية.
1. ↑  2017 Peru Census، QID:Q18613799
2. ↑  GeoNames (بالإنجليزية), 2005, QID:Q830106